# Juan Crisóstomo de Arriaga

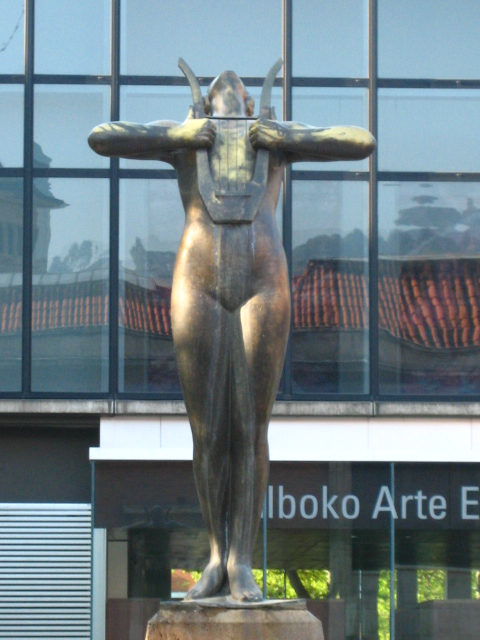
Monumento Arriaga (1906/1933) van Francisco Durrio de Madrón, Museo de Bellas Artes de Bilbao

Juan Crisóstomo Jacobo Antonio de Arriaga y Balzola (Bilbao, 27 januari 1806 - Parijs, 17 januari 1826) was een Spaans-Baskische componist en violist.

## Levensloop
Zijn eerste muzieklessen kreeg hij van zijn vader Juan Simón de Arriaga y Uriézaga, die organist was in de kerk van het dorp Berriatua. Geregeld vioolonderwijs kreeg hij van Faustino Sanz, violist van het orkest van de Santiagokathedraal. Juan Arriaga gold als een wonderkind en schreef al op dertienjarige leeftijd een kleine opera, Los esclavos felices (De gelukkige slaven), die in 1820 in Bilbao met veel succes werd opgevoerd. Hij had toen nog geen enkel compositie-onderwijs genoten.
Arriaga begon zijn muziekstudies in 1821 aan het Conservatoire national supérieur de musique in Parijs bij Pierre Marie François de Sales Baillot voor viool, bij François-Joseph Fétis voor compositie en bij Luigi Cherubini contrapunt. Hij overleed, nog net geen twintig jaar oud, aan tuberculose. Desalniettemin had hij zich met zijn composities, die uitmunten in contrapuntiek, al de bijnaam van "Spaanse Mozart" verworven. Daar droeg aan bij dat hij met Mozart de geboortedag 27 januari deelt.
De grootste schouwburg van Bilbao draagt zijn naam en in de patio van het Museo de Bellas Artes in Bilbao bevindt zich het Monumento Arriaga.

## Composities

### Werken voor orkest
- 1818 Patria, op. 3
- 1821 Obertura en Re Major, op. 20
- 1821 Marcha militar
- 1823 Sinfonía a grande orquesta en re menor
  1. Adagio-Allegro Vivace-Presto
  2. Andante
  3. Minuetto: Allegro-Trío
  4. Andante con Motto
- 1824/1825 Sinfonia en Re mayor

### Werken voor banda
- 1823 Sinfonía a grande orquesta en re menor
  1. Adagio-Allegro Vivace-Presto
  2. Andante
  3. Minuetto: Allegro-Trío
  4. Andante con Motto

### Vocale muziek
- 1818 Edipo (Aria de Polinicio), scene voor tenor en orkest
- 1819 Medea, Scene voor sopraan en orkest
- Et vitam venturi saeculi, een fuga voor acht vocale stemmen

### Missen, cantates en geestelijke muziek
- 1822 Stabat Mater, voor gemengd koor en orkest, op. 23
- Agar, cantate Bijbels tafereel
- Agar et Ismael
- All'Aurora, cantate
- Audi benigne
- Edipo, cantate
- Misa en cuatro voces
- O salutaris
- Salve Regina, voor gemengd koor en orkest

### Muziektheater

#### Opera's
| Voltooid in | titel                | aktes   | première     | libretto                                                             |
| ----------- | -------------------- | ------- | ------------ | -------------------------------------------------------------------- |
| 1820        | Los esclavos felices | 2 aktes | 1820, Bilbao | Luciano Francisco Comella y Comella                                  |
|             | Erminia              | 1 akte  |              | naar een episode du poème "La Jerusalem Délivrée" van Torquato Tasso |

### Kamermuziek
- 1817 Nada y mucho oktet voor twee violen, altviool, cello, contrabas, trompet, gitaar en piano
  1. Andante Mosso
  2. Polaca
- 1818 Overtura nonetto, voor twee violen, altviool, contrabas, fluit, twee klarinetten, twee hoorns, op. 1
- 1820 Tema variado en cuarteto en Fa mayor, voor 2 violen, altviool en cello, op. 17
- 1822 Variaciones sobre el tema de “La húngará” en Re mayor, voor strijkkwartet, op. 23
- Variaciones sobre el tema de “La húngara”, voor viool en bas (ad lib.), op. 22
- Cuarteto Nº 1 en Re menor - (strijkkwartet)
  1. Allegro
  2. Adagio con espressione
  3. Menuetto (Allegro)
  4. Agagio Alegretto
- Cuarteto Nº 2 en La mayor (strijkkwartet)
  1. Allegro con brío
  2. Andante ( tema y variaciones)
  3. Manuetto (Scherzo)
  4. Andante ma non troppo allegro
- Cuarteto Nº 3 en Mi bemol mayor (strijkkwartet)
  1. Allegro
  2. Andantino (Pastorale)
  3. Menuetto (Allegro)
  4. Presto Agitato
- Tres estudios de carácter
- Caprichos, voor piano